# Malergrab
Das Malergrab ist ein in einem Gräberfeld der Römerstadt Nida in Frankfurt-Heddernheim entdecktes römisches Brandgrab. Berufsspezifische Grabbeigaben in antiken Gräbern gehören zu den selteneren Funden. Etwas häufiger sind sie noch bei Ärzten, wie etwa der Fund eines Arztbesteckes aus Bingen zeigt. Da mit dem Inventar des Heddernheimer Malergrabs ein beträchtlicher Teil der Ausstattung vorliegt, lässt dies wesentliche Schlüsse auf die Maltechnik und die verwendeten Farben in der römischen Kaiserzeit zu. 

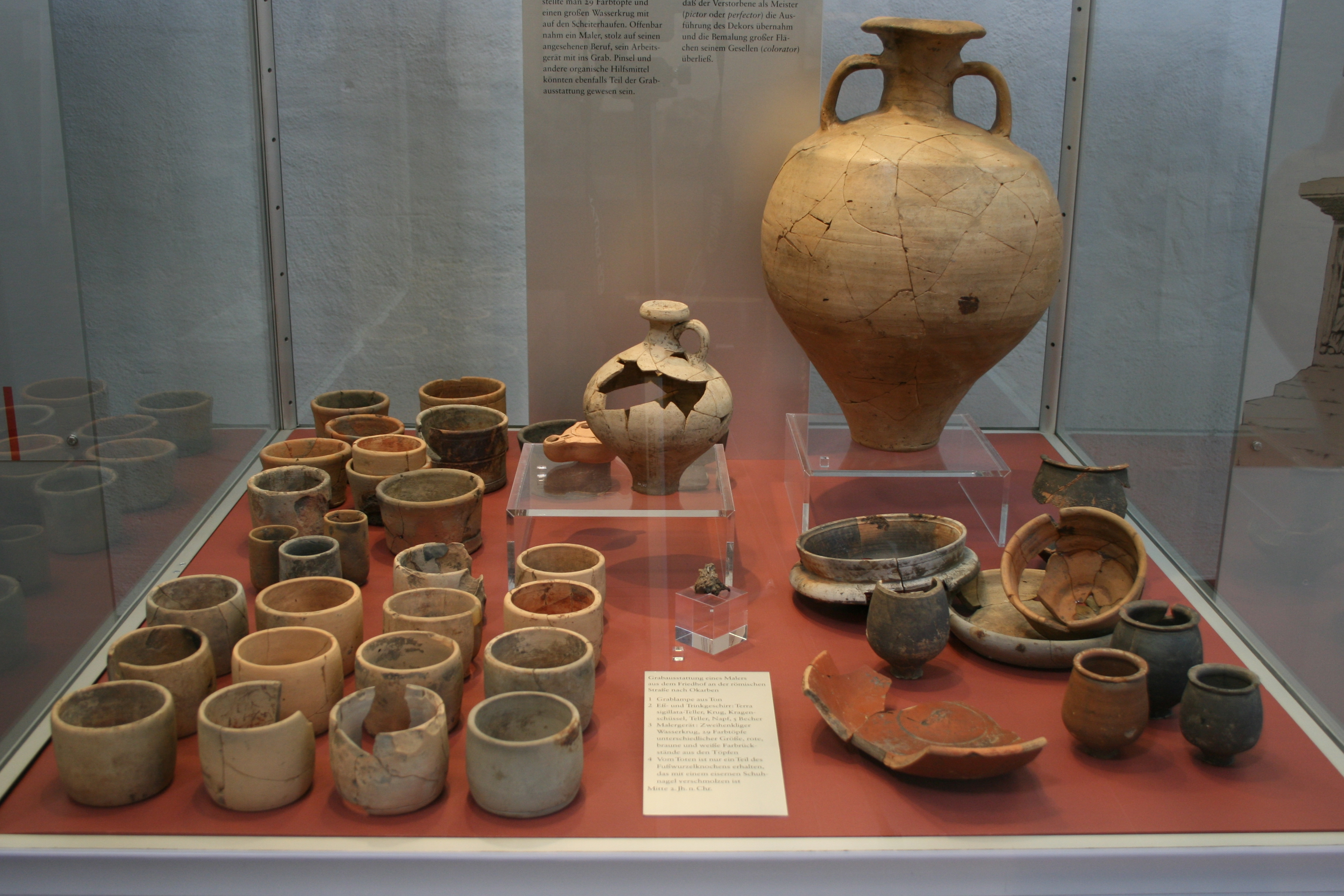
Das Malergrab im Archäologischen Museum Frankfurt.

## Fundsituation
Vor dem Nordtor der Römerstadt Nida-Heddernheim befand sich mit geschätzten 4000–7000 Bestattungen eine der größten bekannten Nekropolen im rechtsrheinischen Hinterland des Limes. Räumlich von diesem getrennt schloss sich entlang der Straße zum Kastell Okarben ein kleineres Gräberfeld (Gräberfeld 6) an, von dem 1965/66 38 Brandgräber von Heinz Janse freigelegt wurden. Im südlichen Teil nahe der Straße befand sich das Malergrab (heutige Situation des Fundortes: ⊙).
Das Grab befand sich mit 0,5 m relativ flach unter der heutigen Oberfläche. Im Planum hatte es eine ovale Form mit 2 m Länge bei einer Breite von 0,5 m. Ohne erkennbare Anordnung waren in der Grabgrube der Leichenbrand und die Beigabengefäße zerstreut. Letztere waren größtenteils zerscherbt und teilweise sehr verschieden verbrannt, was auf eine Zerschlagung über dem Scheiterhaufenfeuer schließen lässt.

## Inhalt
Neben wenigen Metallfragmenten (eiserner Schuh- und Ziernagel, geschmolzen) sowie einer Tonlampe Typ Loeschke IX enthielt das Grab zahlreiche Keramikgefäße, bestehend aus:
- Terra Sigillata-Teller Form Drag. 18/31 mit Stempel CRISSTO F, auf der Unterseite Graffito III mit Querhaste.
- Kragenschüssel sogenannter Wetterauer Ware, Form ähnlich TS-Form Drag. 38.
- Fünf engobierte Becher mit Karniesrand, davon einer mit Griesbewurf.
- Je ein tongrundiger Becher und Teller
- kleiner Einhenkelkrug und großer Zweihenkelkrug
- 29 Farbtöpfe in drei verschiedenen, meist zylindrischen Typen, größtenteils mit Farbresten

Das Grabinventar befindet sich heute in der Dauerausstellung zu Nida-Heddernheim im Archäologischen Museum Frankfurt.

### Datierung
Bei den Bechern handelt es sich um recht langlebige Formen, die nur grob aufgrund der filigranen Ausarbeitung der Randlippe in die erste Hälfte des 2. Jahrhunderts n. Chr. datiert werden können. In die gleiche Zeit weist die Öllampe sowie die Schüssel der Wetterauer Ware. Einen genaueren Hinweis auf die Datierung gibt der Terra Sigillata-Töpferstempel des Töpfers CRISSTO, der in der Manufaktur von Heiligenberg um die Mitte des 2. Jahrhunderts getöpfert hat.

### Farbreste und -analyse
Die Farbreste innerhalb der 29 Farbtöpfe waren zum Teil als Film, teilweise als zentimeterhohe eingetrocknete Masse zu erkennen und zeigten gelegentlich auch noch die ursprüngliche Füllhöhe innerhalb der Gefäße an. Zusätzlich konnten noch lose Pigmentreste aus dem Grab geborgen werden, darunter das Randstück eines Barrens. Durch die Röntgenfluoreszenzanalyse dieser Farbreste ergab sich die Möglichkeit, Einblicke in die Zusammensetzung der Pigmente, die Herstellung und Verarbeitung zu gewinnen.
Dem Heddernheimer Maler standen vier Grundfarben zur Verfügung, die auch bei Vitruv erwähnt werden:
- Roter Ocker (Eisenoxid, α-Fe2O3)
- Kupferblau (Ägyptischblau, Calciumkupfersilikat, CaCuSi4O10)
- Bleiweiß (Bleihydroxykarbonat, Pb3(OH)2(CO3)2)
- „Sandarak“ (rotes Bleioxid, Lithargit, α-PbO und gelbes Bleioxid, Massicotit, β-PbO)

Alle weiteren Farbtöne entstanden durch Mischung dieser Grundfarben, wobei auffällt, dass in der Zusammenstellung ein reines Grün und Schwarz fehlt. Ob die Farbtöpfe auch die am Ende des Kapitels von Vitruv erwähnten organischen Farben wie Purpur oder Krapprot beinhaltet haben, lässt sich nicht mehr sagen, da organische Pigmente sich wesentlich schneller zersetzen. Ebenso könnte das Inventar auch Pinsel und anderes organisches Malgerät umfasst haben, das sich im Boden aber nicht erhalten hat.
Nicht sicher festzustellen ist, auf welchem Untergrund der Heddernheimer Maler gemalt hat. Anhand der zahlreichen Fragmente römischer Wandmalereien aus der Zeit mag dies nahe liegen, ist jedoch ebenfalls aufgrund der schlechten Erhaltung organischer Materialien nicht mehr zu erkennen. Vergleiche mit Heddernheimer Wandmalereien ergaben zumindest eine ähnliche Farbzusammensetzung. Über das verwendete Bindemittel in den Farben lassen sich leider keine Aussagen treffen, da dies im Falle organischer Substanzen wie Gummi arabicum ebenfalls vergangen ist.